# Condado de Hendricks
El condado de Hendricks (en inglés: Hendricks County), fundado en 1824, es uno de 92 condados del estado estadounidense de Indiana. En el año 2000, el condado tenía una población de 104 093 habitantes y una densidad poblacional de 98 personas por km². La sede del condado es Danville. El condado recibe su nombre en honor a William Hendricks. El condado forma parte del área metropolitana de Indianápolis.

## Geografía
Según la Oficina del Censo, el condado tiene un área total de 1059 km², de la cual 1057 km² es tierra y 2 km² (0.20%) es agua.

### Condados adyacentes
- Condado de Boone (norte)
- Condado de Marion (este)
- Condado de Morgan (sur)
- Condado de Putnam (oeste)
- Condado de Montgomery (noroeste)

## Demografía
Según la Oficina del Censo en 2007, los ingresos medios por hogar en el condado eran de $55 208 y los ingresos medios por familia eran $61 689. Los hombres tenían unos ingresos medios de $43 820 frente a los $29 340 para las mujeres. La renta per cápita para el condado era de $23 129. Alrededor del 3.60% de la población estaban por debajo del umbral de pobreza.

## Municipalidades

### Ciudades y pueblos
- Amo
- Avon
- Brownsburg
- Clayton
- Coatesville
- Danville
- Lizton
- North Salem
- Pittsboro
- Plainfield
- Stilesville

### Municipios
El condado de Hendricks está dividido en 12 municipios:
- Brown
- Center
- Clay
- Eel River
- Franklin
- Guilford
- Liberty
- Lincoln
- Marion
- Middle
- Union
- Washington